# Steganomus ogilviae
Steganomus ogilviae är en biart som beskrevs av Cockerell 1932. Steganomus ogilviae ingår i släktet Steganomus och familjen vägbin. Inga underarter finns listade i Catalogue of Life.